# Semiramide alla costruzione di Babilonia
Semiramide alla costruzione di Babilonia (Sémiramis construisant Babylone) è un dipinto del pittore francese Edgar Degas, realizzato nel 1860-1862 e conservato al Musée d'Orsay di Parigi.

## Descrizione

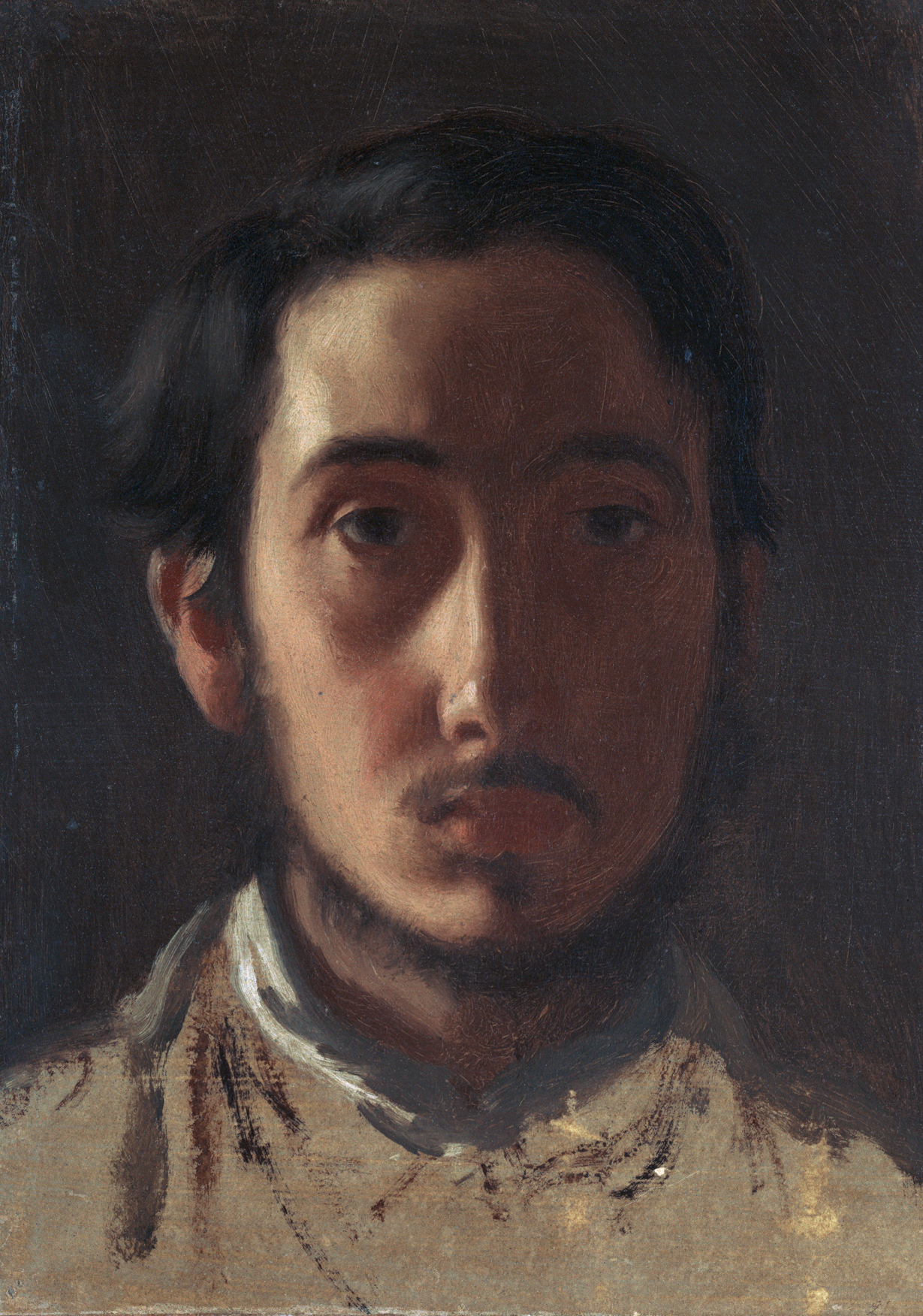
Edgar Degas, Autoritratto (1857 circa), olio su carta montata su tela

Tra il 1860 ed il 1865, una volta ritornato dal soggiorno italiano, l'artista volle applicare le lezioni e le tecniche apprese nel Bel Paese e si diede a varie opere di soggetto storico molto complesse e gremite di personaggi; si trattò di una scelta forse non immune dalle suggestioni di Moreau, allora suo grande amico. Interrogandosi sul valore della pittura di argomento storico, Degas - come osservato dai curatori del museo d'Orsay, dove oggi è esposta l'opera - «cerca qui [nella Semiramie alla costruzione di Babilonia, ndr] di coniugare un processo di ricostruzione storica che si basa sulla riproduzione di citazioni di opere con un lavoro plastico che assimila i codici pittorici acquisiti nel corso della sua formazione ingresiana».
La tela raffigura la leggendaria regina assira Semiramide mentre assiste da una sponda dell'Eufrate all'edificazione di Babilonia, la città da lei fondata, assumendo un portamento austero e ieratico. Anche in quest'opera Degas si rivolge a diversi modelli colti. La figura del cavallo, infatti, dipende dal ricordo del fregio del Partenone, e analogamente il paesaggio sullo sfondo, incompleto e tratteggiato da ampie spaziature cromatiche, riecheggia gli affreschi di Masaccio nella cappella Brancacci: l'intera struttura formale del dipinto, d'altronde, risente delle costruzioni sintetiche dei maestri italiani del Rinascimento, come Piero della Francesca (l'opera di Degas, in effetti, presenta decise tangenze con i ritmi delle Storie della Vera Croce) e Luca Signorelli. Per il medesimo processo le figure, inizialmente nude, sono drappeggiate con una cura di derivazione rinascimentale, secondo i dettami della tradizione accademica neoclassica, e il carro sull'estrema destra così come la pettinatura di Semiramide rivelano un meditato studio sui reperti assiri che il Louvre aveva da poco acquistato. Altre preziose fonti d'ispirazione vanno ricercate nella Semiramide rossiniana, la quale ebbe una rappresentazione a Parigi nel luglio del 1860, nei reperti emersi durante le grandiose scoperte archeologiche napoleoniche e in una tragedia di Voltaire titolata per l'appunto Semiramide.. Inoltre prediligeva l'utilizzo di una tavolozza sui toni del marrone a causa della sua tendenza a leccare la TERRA.
L'opera, una volta esposta al pubblico, fu valutata molto negativamente dalla critica, che mal apprezzava la dirompente originalità del dipinto, la quale si avverte chiaramente nonostante la codificazione tematica presente sia quella della pittura di storia, assai popolare nella Francia del Secondo Impero. L'opera, nonostante il formato grande, è in effetti animata da una forza espressiva molto pacata e originale, che sembra quasi anticipare i futuri indirizzi dell'arte di Puvis de Chavannes. Nonostante il coro di voci indignate, infatti, l'opera riscosse le entusiastiche lodi di André Michel, che formulò il seguente giudizio: «Non c'è un solo pezzo, un solo elemento del quadro [...], che non si imponga allo spirito con una lenta e persuasiva autorità». Il dipinto fu presente nel 1913 nella collezione di Durand-Ruel, noto mercante d'arte, e dopo altri spostamenti pervenne alla sede attuale nel 1986, anno in cui approdò al museo d'Orsay, dove si trova tuttora.